# Округ Либерти (Монтана)
Либерти (енгл. Liberty County) је округ у америчкој савезној држави Монтана.

## Демографија
По попису из 2010. године број становника је 2.339, што је 181 (8,4%) становника више него 2000. године.
| Група             | 2000.         | 2010.         |
| Белци             | 2.138 (99,1%) | 2.293 (98,0%) |
| Афроамериканци    | 0 (0,0%)      | 2 (0,1%)      |
| Азијати           | 7 (0,3%)      | 3 (0,1%)      |
| Хиспаноамериканци | 4 (0,2%)      | 8 (0,3%)      |
| Укупно            | 2.158         | 2.339         |